# Mitrailleuse Montigny
La Mitrailleuse Montigny è una mitragliatrice ad azionamento manuale ideata dal belga Joseph Montigny nel 1863.

## Storia
La versione costruita per l'esercito francese del 1866 era denominata canon à balles o la  mitrailleuse Reffye dal nome dell'ingegnere francese Verchères de Reffye responsabile della produzione in Francia. Joseph Montigny sviluppò il suo modello di mitragliatrice da un prototipo del 1851 del connazionale Toussaint-Henry-Joseph Fafchamps, ingegnere minerario.

## Funzionamento

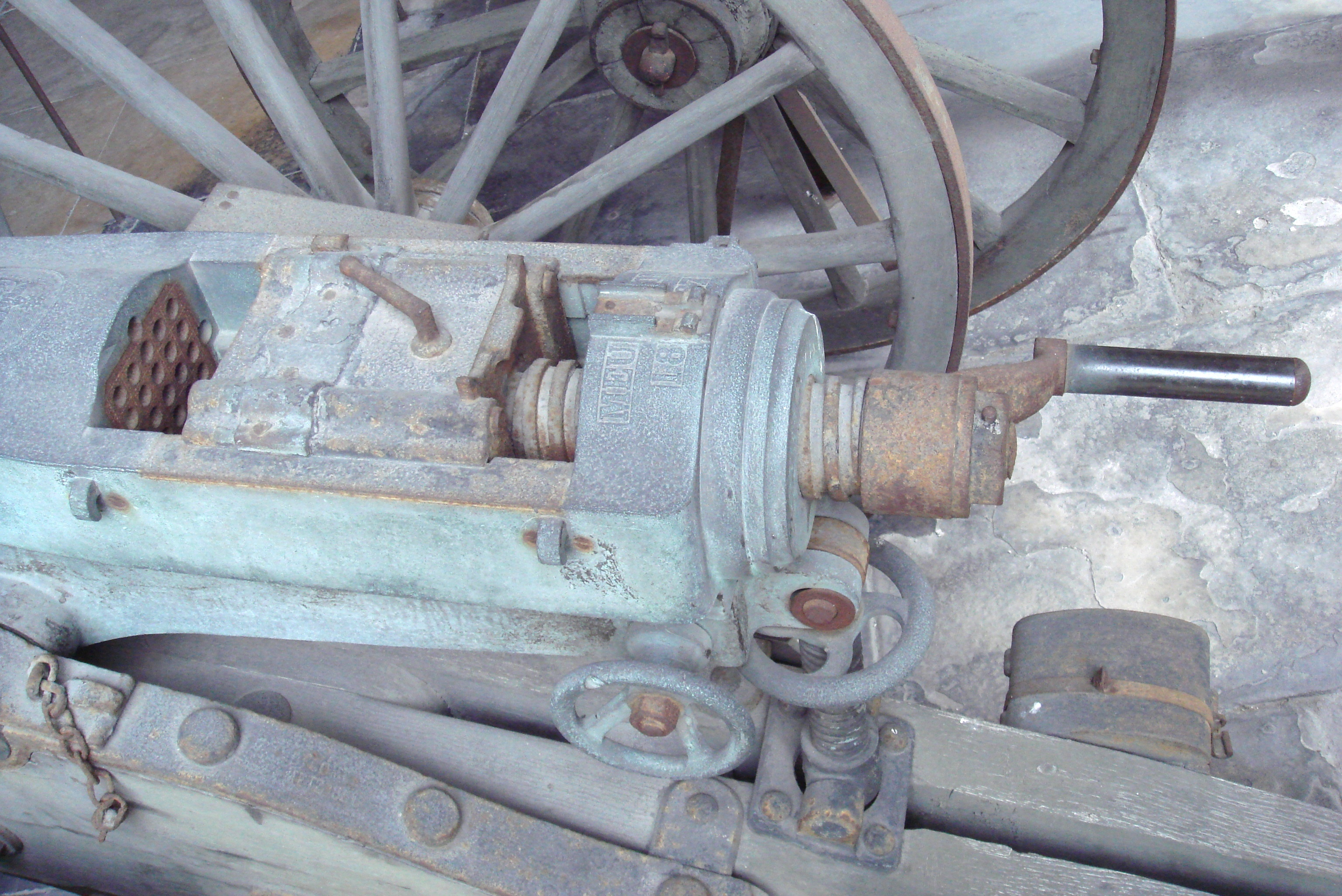
Dettaglio del sistema di caricamento della Mitrailleuse Montigny

La mitrailleuse Montigny era formata da 37 canne di 11 mm di calibro (25 canne da 13 mm per la mitrailleuse Reffye) contenute in un cilindro metallico. Le canne venivano caricate da una piastra forata in cui venivano inserite le cartucce-proietto che veniva bloccata contro le canne dal vitone azionato da una manovella, sostituito nella mitrailleuse Reffye con un leveraggio. Le cartucce venivano innescate da un percussore ad aghi multipli rilasciati in sequenza da una manovella sul lato destro.

## Impiego durante la guerra franco-prussiana del 1870
La mitrailleuse Reffye o il "canon à balles" (cannone a palle) fu adottata dall'armée française nel 1866 su richiesta dello stesso Napoleone III, che voleva colmare il vuoto fra la gittata massima del tiro a mitraglia (500) e la gittata minima delle spolette degli shrapnel, le due principali munizioni in dotazione all'artiglieria francese per il tiro contro la fanteria. Ma vennero aggregate alle unità di artiglieria, che le impiegarono come i cannoni in funzione di controbatteria.
Nell'agosto del 1870, l'esercito francese era dotato di 190 mitrailleuses, di cui 168 assegnate all'armata del Reno, divise in 28 batterie. Furono utilizzate intensamente in batterie di sei unità aggregate all'artiglieria che le utilizzava per il tiro di controbatteria. Il nemico adottò presto adeguate contromisure, concentrando il fuoco sulle batterie di mitrailleuses neutralizzandole rapidamente. Questo impiego non adatto alle caratteristiche dell'arma (specialmente nelle battaglie di Wissembourg (4 agosto) e di Spicheren (6 agosto)) ne limitò l'efficacia. Ottenne comunque un effetto psicologico sui soldati tedeschi ed inoltre conseguì qualche spettacolare risultato nelle battaglie diFrœschwiller (6 agosto), Borny (14 agosto) Rezonville (16 agosto), e soprattutto durante la battaglia di Saint-Privat il 18 agosto. Ma, senza una strategia d'impiego adatta alle caratteristiche dell'arma, cioè contro la fanteria e non contro l'artiglieria avversaria, le squadre di mitrailleuses venivano sopraffatte dall'artiglieria tedesca.